# Alan Shepard
Alan Bartlett Shepard, Jr. (18. listopadu 1923, Derry, New Hampshire, USA – 21. července 1998, Pebble Beach, Kalifornie) byl letec, podnikatel a první americký astronaut ve vesmíru a pátý člověk, který stanul na Měsíci.

## Život

### Mládí a výcvik
Byl námořním důstojníkem s praxí na torpédoborci ve 2. světové válce. Pak se stal stíhacím pilotem na letadlové lodi. Nalétal 4000 letových hodin. V dubnu 1959 se dostal do první sedmičky amerických astronautů. Měl obrovskou autoritu, byl tvrdý. Ještě před svým letem byl ženatý, jeho žena Louisa mu porodila dvě děti.

### Skok do vesmíru
Za prvního amerického astronauta bývá někdy považován John Glenn, protože let Alana Sheparda 5. května 1961 (23 dní po letu Jurije Gagarina) probíhal po balistické křivce, zatímco John Glenn se 20. února 1962 dostal na oběžnou dráhu a uskutečnil tři oblety Země. Shepardův let v kabině Freedom 7 trval 16 minut.
Po svém skoku do vesmíru byl určen jako velitel Mercury-Atlas 10, let byl však zrušen. Pak onemocněl, na jedno ucho téměř ohluchl a nesměl ani cvičně létat. V NASA působil jen jako operátor letů a věnoval se byznysu v bankovním světě a stal se z něj milionář. Podstoupil operaci ucha, vrátil se do výcviku a byl jmenován do letu Apollo 14.

### Cesta na Měsíc

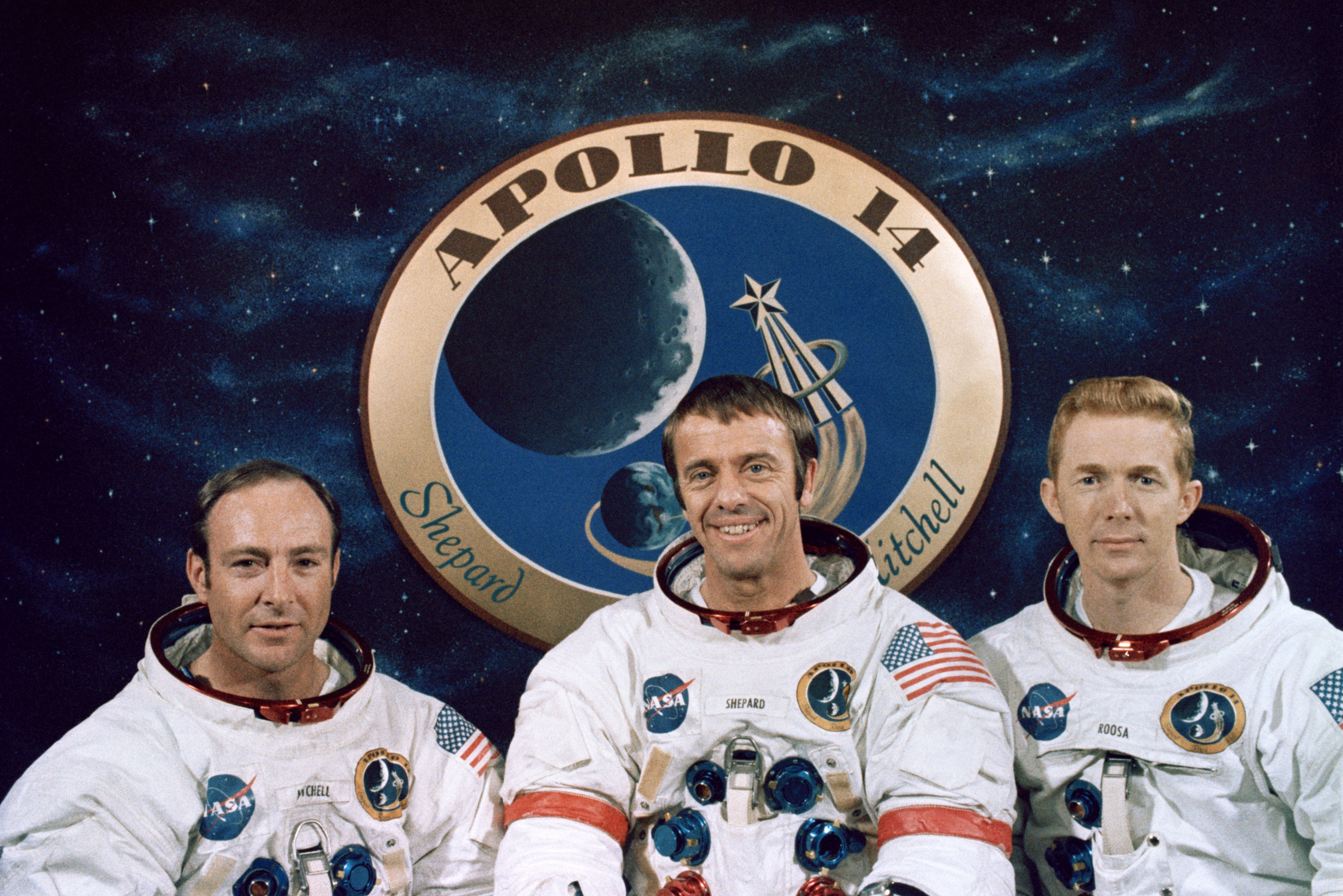
Posádka Apolla 14: Edgar Mitchell, Shepard a Stuart Roosa

V kosmické lodi Apollo 14 odstartovali z mysu Canaveral astronauti Alan Shepard, Stuart Roosa a Edgar Mitchell na svůj desetidenní let směrem k Měsíci. Zatímco Roosa zůstal na oběžné dráze, Shepard s Mitchellem na Měsíci přistáli, strávili zde 33 hodin včetně dvou procházek a celá trojice v pořádku přistála ve své kabině za pomocí padáků na hladině Tichého oceánu.

### Po letech
Po dalších třech letech 1. srpna 1974 NASA i námořnictvo opustil a vrátil se ke svému výnosnému byznysu. Byl ředitelem firmy Marathon Construction Company v Houstonu a od roku 1978 ředitel firmy Windward Company, Dear Park, Texas. V roce 1977 byl zapsán do National Aviation Hall of Fame (Národní letecká síň slávy). Zemřel v roce 1998 ve věku 74 let na leukémii.